# Fiona Watt
Fiona Mary Watt (née le 28 mars 1956) est une biologiste britannique connue pour ses contributions dans le domaine de la biologie des cellules souches.
Dans les années 1980, alors que le domaine en est à ses balbutiements, elle met en évidence les principales caractéristiques des cellules souches et de leur environnement ce qui jettera les bases de nombreuses recherches actuelles. Elle identifie les premiers marqueurs moléculaires des cellules souches épidermiques humaines et élucide les facteurs qui régulent l'équilibre entre prolifération et différenciation des kératinocytes normaux et néoplasiques.

## Jeunesse et Formation
Fiona Watt naît le 28 mars 1956 à Édimbourg, en Écosse. Son père est chirurgien dentiste et chercheur. Sa famille est membre de l'Église d'Écosse et elle attribue son engagement envers le service public à son éducation presbytérienne. Sa sœur cadette, Wendy, meurt en 1982[réf. nécessaire].
Elle obtient son baccalauréat ès arts en Sciences Naturelles en 1976 et sa maîtrise en 1979 au Murray Edwards College de l'Université de Cambridge. Elle passe son doctorat de la Sir William Dunn School of Pathology de l'Université d'Oxford en 1979 avec une thèse sur les centres d'organisation des Microtubules dans les cellules en culture et dans leurs hybrides dérivés.

## Carrière et recherches
Après son doctorat, Fiona Watt passe deux ans dans poste de recherche postdoctorale au Massachusetts Institute of Technology (MIT), aux États-Unis, avec le Dr Howard Green. À son retour au Royaume-Uni, elle fonde son premier laboratoire au Kennedy Institute of Rheumatology à Londres où elle est cheffe du laboratoire de biologie cellulaire moléculaire. En 1987, elle entre au Cancer Research UK London Research Institute (qui fait maintenant partie du Francis Crick Institute) où elle est cheffe du laboratoire des kératinocytes. De 2007 à 2012, elle travaille à Cambridge, où elle contribue à la création du Cambridge Cancer Research UK Institute et du Wellcome Trust Center for Stem Cell Research. Elle est membre du St John's College et première professeure Herchel Smith de génétique moléculaire à l'Université de Cambridge[réf. nécessaire].
En entrant au King's College de Londres en 2012, elle créé le Centre pour les cellules souches et la médecine régénérative (CSCRM) pour promouvoir la collaboration entre scientifiques et cliniciens afin de faire progresser le potentiel des cellules souches pour les patients.
En avril 2018, Fiona Watts est nommée président exécutif du Medical Research Council. En 2020, elle fait face à des accusations de harcèlement professionnel qui s'avèrent fondées, après enquête. Son mandat au MRC n'est pas renouvelé. En 2022, elle devient directrice de l'Organisation européenne de biologie moléculaire,.

## Distinctions
- 2008 - American Society for Cell Biology (ASCB) - Women in Cell Biology Senior Award
- 2011 - Suffrage Science award
- 2016 - EMBO Women in Science Award

## Publications
Fiona Watt est l'auteure et co-auteure de nombreux articles de recherches, dont :
- (en) « Engineered Microenvironments to Direct Epidermal Stem Cell Behavior at Single-Cell Resolution », Developmental Cell, vol. 38, no 6,‎ septembre 2016, p. 601-609 (PMID 27676433)
- avec Hans Clevers : (en) « Defining Adult Stem Cells by Function, Not by Phenotype », Annual Review of Biochemistry, vol. 87,‎ juin 2018, p. 1015 -1027 (PMID 29494240).
- avec Ines Sequeira : (en) « The role of keratins in modulating carcinogenesis via communication with cells of the immune system », Cell Stress, vol. 23, no 4,‎ mars 2019, p. 136-138 (PMCID PMC6551831).
- avec Christopher J. M. Whitty :  (en) « Map clusters of diseases to tackle multimorbidity », Nature, vol. 579, no 7800,‎ mars 2020, p. 494-496 (PMID 32210388).